# Mamoa de Lamas

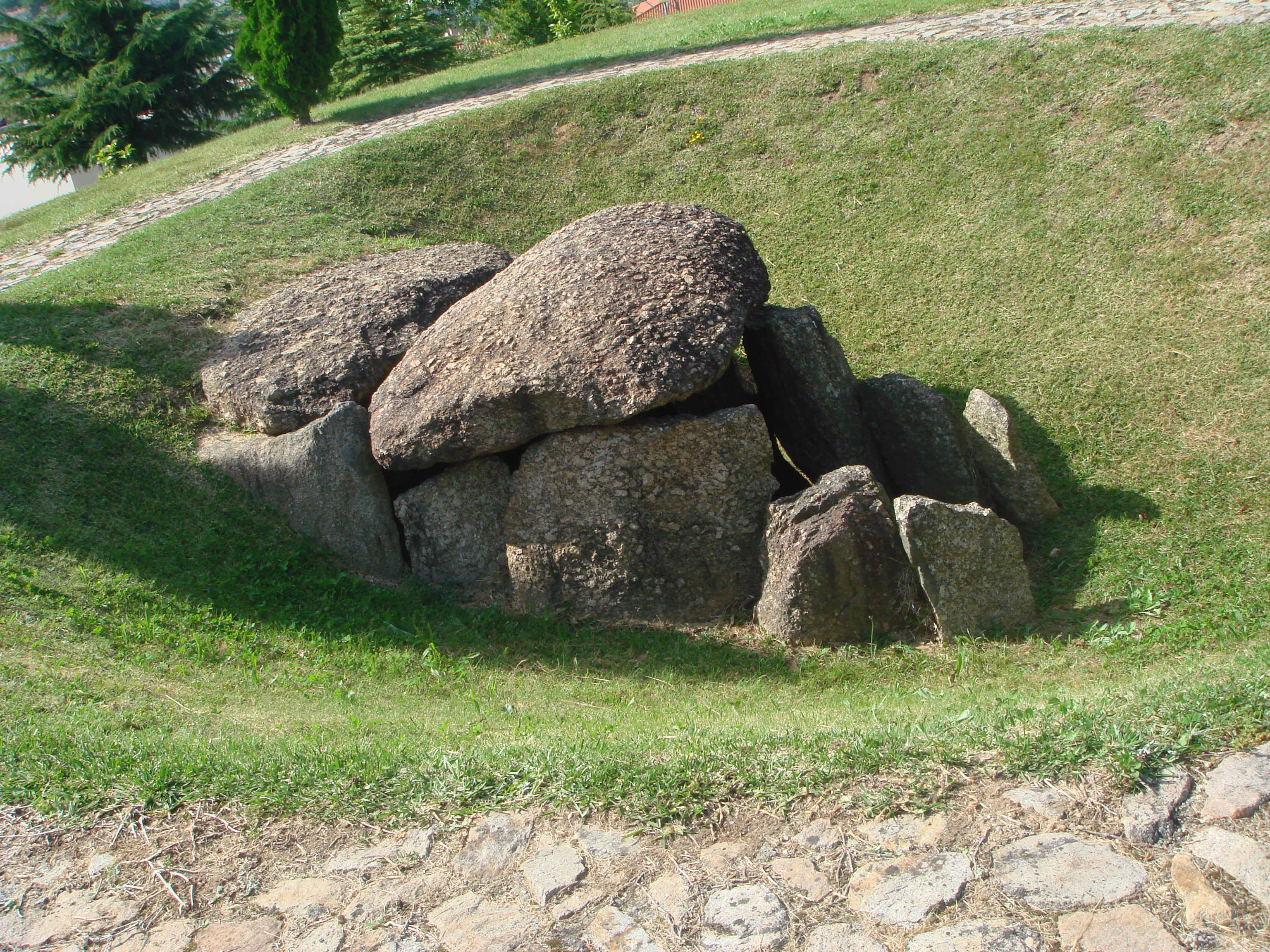

Mamoa de Lamas es un monumento megalítico situado en la freguesia de Lamas, municipio de Braga, en la región de Minho, en Portugal.
En febrero de 1993, en la freguesia de Lamas, a poca distancia de la ciudad de Braga, se puso al descubierto la estructura de la tumba megalítica que estaba todavía protegida por las tierras del montículo de la tumba.
El monumento es un montículo funerario construido en el Neolítico (cerca de 3000 a. C.). La tumba cubría un dolmen, del cual sólo tres losas están conservadas in situ, mientras que las restantes se encuentran alrededor del montículo. Su descubrimiento también reveló una gran cantidad de información sobre el pasado de la región.
Mamoa de Lamas es parte del centro museológico de Lamas.